# Chủ nghĩa chuyên chế

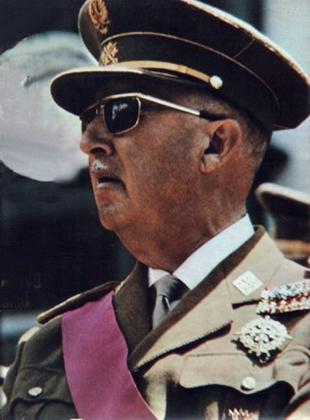
Francisco Franco, caudillo của Tây Ban Nha từ 1936 tới 1975, lãnh đạo một chế độ chuyên chế mà tồn tại đến khi ông ta chết.

Chủ nghĩa chuyên chế là một hình thức chính phủ có đặc điểm là từ chối sự đa nguyên về chính trị, sử dụng quyền lực tập trung mạnh để duy trì nguyên trạng chính trị, và cắt giảm pháp quyền, phân lập quyền lực và bầu cử dân chủ. Các nhà khoa học chính trị đã tạo ra nhiều mô hình mô tả những biến thể của các hình thức chính phủ chuyên chế. Các chế độ chuyên chế có thể là chuyên quyền hoặc đầu sỏ và có thể dựa trên sự cai trị của một đảng hoặc quân đội.
Trong một tác phẩm có ảnh hưởng vào năm 1964, nhà khoa học chính trị Juan Linz đã định nghĩa chủ nghĩa chuyên chế có bốn đặc điểm:
1. Đa nguyên chính trị hạn chế, được thực hiện với những ràng buộc đối với cơ quan lập pháp, các đảng chính trị và các nhóm lợi ích .
2. Tính chính danh chính trị dựa trên sự hài lòng về mặt cảm xúc và việc xác định chế độ như một cái ác cần thiết để chống lại "các vấn đề xã hội dễ nhận biết, chẳng hạn như sự kém phát triển hoặc cuộc nổi dậy."
3. Hạn chế tối đa việc huy động chính trị và đàn áp các hoạt động chống đối chế độ.
4. Quyền hành pháp không được xác định rõ ràng, thường mơ hồ và thay đổi để mở rộng quyền lực của các nhà lãnh đạo.[5][6]

Theo định nghĩa hẹp, một chính phủ chuyên chế thiếu các cuộc bầu cử trực tiếp tự do và cạnh tranh để bầu người vào các cơ quan lập pháp, thiếu các cuộc bầu cử trực tiếp hoặc gián tiếp tự do và cạnh tranh cho các chức vụ hành pháp, hoặc cả hai. Theo định nghĩa rộng, các nhà nước chuyên chế bao gồm các quốc gia thiếu các quyền tự do dân sự như tự do tôn giáo, hoặc những quốc gia mà chính phủ và phe đối lập không thay nhau nắm quyền ít nhất một lần sau các cuộc bầu cử tự do. Các nhà nước chuyên chế có thể chứa các thể chế dân chủ trên mặt danh nghĩa, chẳng hạn như các đảng chính trị, cơ quan lập pháp và những cuộc bầu cử được quản lý để duy trì sự cai trị độc đoán và có thể có các cuộc bầu cử gian lận, không cạnh tranh. Kể từ năm 1946, tỷ lệ của các nhà nước chuyên chế trong hệ thống chính trị quốc tế tăng lên cho đến giữa những năm 1970 nhưng giảm từ đó cho đến năm 2000.